# 트라이데실산
트라이데실산(영어: tridecylic acid) 또는 트라이데칸산(영어: tridecanoic acid)은 13개의 탄소를 포함하는 포화 지방산으로 화학식은 CH3(CH2)11COOH이다. 트라이데실산은 유제품에서 흔히 발견된다.